# Кафедральный собор в Мехико
Кафедральный собор Успения Пресвятой Богородицы (исп. Catedral Metropolitana de la Asunción de la Santísima Virgen María a los cielos) — католический храм в столице Мексиканских Соединённых Штатов городе Мехико. Один из самых больших и самых древних соборов в колониальной Америке, кафедра католического архиепископа Мехико. Расположен на вершине холма в центре Мехико — на северной стороне площади Конституции. Вместе с ризницей (Саграрио Метрополитано) и Национальным дворцом, собор образует величественный ансамбль центральной площади мексиканской столицы.

## История собора
После испанского завоевания столицы империи ацтеков Теночтитлана, конкистадоры разрушили храм бога войны Уицилопочтли. Из камней разрушенного ацтекского святилища и на том же самом месте было решено построить христианскую церковь. Строительство трёхнефной церкви — престола первого епископа Нового Света Хуана де Сумаррага — осуществлялось с 1524 по 1532 год под руководством архитектора Мартина де Сепульведа. Первый камень в основание собора был заложен лично
Эрнаном Кортесом. Однако первая церковь простояла лишь полвека — скоро её размеры перестали соответствовать важности столицы Новой Испании. На месте первой церкви находится сейчас северо-восточная часть современного собора.
Уже в 1544 году король Испании Филипп II принял решение создать для архиепископа Новой Испании новый, более величественный собор, призванный символизировать окончательное утверждение испанской короны в Новом Свете. Строительство храма, начатое в 1573 году вокруг существующей церкви архитекторами Клаудио де Арсиньега и Хуаном Мигелем де Агуэро, продолжалось до 1813 года. Всё время своего существования собор оставался важнейшим религиозным и государственным центром. В 1864 году во время Второй Мексиканской империи, император Максимилиан Габсбург и императрица Шарлотта Бельгийская были коронованы именно в этом соборе. Во времена антирелигиозной борьбы президента Плутарко Элиаса Кальеса собор был закрыт (с 1926 по 1930 год). В 1962 году пожар уничтожил значительную часть интерьера собора. Однако в ходе последовавших за пожаром реставрационных работ был обнаружен ряд скрытых ранее важных исторических документов и произведений искусства. В 2008 году колокола собора били во время заседания Верховного суда Мексики по вопросу легализации абортов, выражая протест католической архиепархии.

## Архитектура собора
Кафедральный собор Успения Пресвятой Богородицы в Мехико является одним из великолепных представителей колониальной архитектуры Нового Света, сочетающим черты ренессанса, барокко и неоклассицизма. Первые архитекторы собора вдохновлялись величественными испанскими образцами, такими как собор Святого Павла в Вальядолиде и кафедральный собор в Малаге.
Собор представляет собой пятинефную базилику из серого камня и гранита, имеющую в плане форму латинского креста и увенчанную массивным центральным куполом высотой 65 метров. Длина центрального нефа собора — 110 метров, ширина — 55 метров; 51 свод поддерживается 74 арками на 40 столбах. Четыре фасада собора украшены богато оформленными порталами в обрамлении колонн и статуй.
Барочный главный портал собора, выходящий на юг, — самый высокий — находится в центре главного фасада. Здесь мы увидим скульптурные изображения апостолов Петра, Павла, Андрея Первозванного и Иакова. Прямо над дверью находится горельеф Успения Девы Марии, которому посвящён собор. Выше располагается резной герб Мексики, представляющий собой орла с распростёртыми крыльями. Над порталом водружена башня с часами, украшенная статуями Веры, Надежды и Любви скульптора Мануэля Тольса.
На двух 70-метровых башнях собора, расположенных слева и справа от главного портала, находится 25 колоколов (18 на восточной и 7 на западной башне). Самый большой колокол, посвящённый святой Марии Гваделупской, весит более 13 тонн. С юга к собору примыкает здание ризницы Саграрио Метрополитано, построенной в середине XVIII века архитектором Лоренсо Родригесом. Фасад ризницы отличается особым великолепием. На фоне красно-коричневого камня ярко выделяется обилие филигранных архитектурных деталей и скульптур, высеченных из светлого песчаника. Резные порталы ризницы напоминают своей пышностью ретабло — богато украшенный католический алтарный образ.
Учитывая, что фундамент собора заложен на бывшем дне озера, за четыре с половиной столетия собор дал неравномерную осадку. В результате тектонических смещений и падения уровня грунтовых вод, здание опустилось в среднем на 3 метра ниже уровня площади. Огромные башни осели больше, чем само здание собора, что повлекло за собой искривление фундамента, заметное невооружённому глазу. По этой причине собор был даже внесён Всемирным фондом памятников WMF в список 100 памятников, в наибольшей степени находящихся под угрозой исчезновения. Однако восстановительные работы 90-х годов XX века стабилизировали состояние собора, и в 2000 году он покинул скорбный список.
У западной стены собора ежедневно собирается небольшой рынок, где местные ремесленники (плотники, скульпторы, паяльщики) выставляют свои произведения.

## Интерьеры собора
Интерьер собора выполнен в стиле ренессанса, отличаясь пышностью и великолепием. Стены, колонны и своды собора богато украшены золотом, перламутром, слоновой костью. С золотым убранством гармонируют витражи, заливающие собор ярко-жёлтым светом. В соборе пять роскошных алтарей, не считая ретабло, находящихся в капеллах. Главная святыня собора — Алтарь Отпущения, изготовленный в XVII веке Мануэлем Тольса из мрамора, оникса и золота. Службы перед этим алтарем совершаются только в большие праздники. Резной хор собора из тёмно-вишнёвого дерева, украшенный фигурами святых и священников, создан в конце XVII века Хуаном де Рохасом. Два органа собора являются крупнейшими органами XVIII века в Латинской Америке. В крипте — подземной усыпальнице собора — в гробницах XVI—XVII веков покоятся епископы Мехико.
Собор окружён шестнадцатью капеллами, четырнадцать из них доступны для посещения. Каждая капелла посвящёна одному из святых; капеллы имеют богато украшенный алтарь или ретабло, оформлены картинами, скульптурами, резной мебелью. Гордостью собора является роскошная Королевская капелла, или капелла Трёх Волхвов, с её резным «ретабло Королей», выполненным резчиком по дереву из Севильи Херонимо Бальбасом в первой половине XVIII века.